# 田中紘一
田中 紘一（たなか こういち、1942年3月22日 - ）は、日本の医学者（外科学・消化器外科学・移植免疫学）。主な業績は生体肝移植の確立と展開に関する研究。京都大学名誉教授。神戸国際フロンティアメディカルセンター理事長。大分県大分市出身。

## 経歴
- 1966年 - 京都大学医学部医学科卒業[2]、京都大学外科入局
- 1968年 -  島根県立中央病院外科勤務
- 1978年 -  京都大学医学部附属病院 助手
- 1985年 -  京都大学医学部 講師
- 1994年 -  京都大学医学部 助教授[2]
- 1995年 -  京都大学大学院医学研究科移植免疫学講座 教授[2]
- 2001年 -  京都大学医学部附属病院 病院長[2]
- 2005年 -  京都大学退官、名誉教授
- 2005年 -  財団法人先端医療振興財団副理事長 先端医療センター長
- 2005年 -  神戸市立医療センター中央市民病院 副院長
- 2005年 -  神戸市立医療センター中央市民病院 技術顧問
- 2009年 -  公益財団法人 神戸国際医療交流財団 理事長
- 2010年 -  財団法人先端医療振興財団 技術顧問

## 主な受賞歴
- 2000年 上原賞
- 2001年 武田医学賞
- 2002年 慶應医学賞
- 2014年 日本学士院賞